# Fraktionierungslinie
Eine Fraktionierungslinie ist eine Gerade in einem Dreiisotopendiagramm entlang der Isotopenverhältnisse eines Elements (das mindestens drei stabile Isotope besitzt), die sich durch chemische oder geochemische Prozesse (massenabhängige Isotopenfraktionierung) verschieben können.
Beispielsweise liegen irdische Gesteine und Mondgesteine im Sauerstoffdreiisotopendiagramm auf einer Linie, während Marsmeteorite auf einer anderen Linie liegen. Andere Meteoritenklassen definieren wiederum ihre eigenen Linie. Das zeigt zum einen, dass der Sauerstoff von Erde und Mond aus einem gemeinsamen gut durchmischten Reservoir stammen muss. Zum anderen kann man aus der Tatsache, dass nicht aller solarer Sauerstoff auf einer einzigen Fraktionierungslinie liegt, schließen, dass der protoplanetare Nebel, aus dem sich das Planetensystem bildete, nicht vollständig durchmischt gewesen sein kann und aus mindestens zwei Sauerstoffreservoirs mit unterschiedlichen Isotopenzusammensetzungen bestanden haben muss. Eine andere Erklärungsmöglichkeit wäre massenunabhängige Isotopenfraktionierung, welche nicht notwendigerweise auf einer Fraktionierungslinie liegen muss, was aber nur selten vorkommt.